# 卡齊米爾·納托
卡齊米爾·納托（法語：Kazimir Hnatow，1929年11月9日—2010年12月16日）是一名法國前足球運動員和領隊，擁有烏克蘭血統，司職防守中場。

## 球會生涯
納托於1951年在梅斯 開始他的職業球員生涯，在那裡他度過兩個賽季，上陣56場並射入10球。1953年，他加盟法蘭斯體育會。他在法蘭斯體育會度過三個賽季，上陣29場並射入9球。1956年納托加盟昂熱 ，次年在法國盃決賽中以6-3不敵圖盧茲獲得亞軍。他為昂熱上陣243場並射入19球。 然後，他在尼奧爾以球員兼領隊身份結束自己的職業生涯。

## 國際賽生涯
納托是在1958瑞典世界盃上獲得季軍的法國隊成員，但他從未獲得為法國國家隊出場的機會。

## 領隊生涯
納托在兩個不同的階段帶領業餘球隊尼奧爾的領隊；第一階段是由1963年至1966年作為球員兼領隊，第二階段是在1972-73賽季與羅伯特·查里爾並肩共同帶領此全國乙組聯賽球隊。納托是三位兩度執教球會的領隊之一，另外兩位是查里爾和帕斯卡·加斯蒂安。

## 外部鏈接
- Kazimir Hnatow （页面存档备份，存于）於法國足球總會（法語）
- Profile - Niort
- Profile - FC Metz